# Grand Prix automobile d'Australie 1993
GP précédent GP suivant
Le Grand Prix automobile d'Australie 1993 (Foster's Australian Grand Prix), disputé sur le circuit urbain d'Adélaïde en Australie le 7 novembre 1993, est la neuvième édition du Grand Prix, le 548e Grand Prix de Formule 1 couru depuis 1950 et la seizième et dernière manche du championnat 1993.

## Classement
| Pos. | No | Pilote             | Écurie                | Tours | Temps/Abandon                      | Grille | Points |
| ---- | -- | ------------------ | --------------------- | ----- | ---------------------------------- | ------ | ------ |
| 1    | 8  | Ayrton Senna       | McLaren-Ford          | 79    | 1 h 43 min 27 s 476 (173,183 km/h) | 1      | 10     |
| 2    | 2  | Alain Prost        | Williams-Renault      | 79    | + 9 s 259                          | 2      | 6      |
| 3    | 0  | Damon Hill         | Williams-Renault      | 79    | + 33 s 902                         | 3      | 4      |
| 4    | 27 | Jean Alesi         | Ferrari               | 78    | + 1 tour                           | 7      | 3      |
| 5    | 28 | Gerhard Berger     | Ferrari               | 78    | + 1 tour                           | 6      | 2      |
| 6    | 25 | Martin Brundle     | Ligier-Renault        | 78    | + 1 tour                           | 8      | 1      |
| 7    | 10 | Aguri Suzuki       | Footwork-Mugen-Honda  | 78    | + 1 tour                           | 10     |        |
| 8    | 6  | Riccardo Patrese   | Benetton-Ford         | 77    | Pression d'essence                 | 9      |        |
| 9    | 26 | Mark Blundell      | Ligier-Renault        | 77    | + 2 tours                          | 14     |        |
| 10   | 9  | Derek Warwick      | Footwork-Mugen-Honda  | 77    | + 2 tours                          | 17     |        |
| 11   | 14 | Rubens Barrichello | Jordan-Hart           | 76    | + 3 tours                          | 13     |        |
| 12   | 20 | Érik Comas         | Larrousse-Lamborghini | 76    | + 3 tours                          | 21     |        |
| 13   | 4  | Andrea De Cesaris  | Tyrrell-Yamaha        | 75    | + 4 tours                          | 15     |        |
| 14   | 19 | Toshio Suzuki      | Larrousse-Lamborghini | 74    | + 5 tours                          | 24     |        |
| 15   | 29 | Karl Wendlinger    | Sauber-Ilmor          | 73    | Accident                           | 11     |        |
| Abd. | 30 | Jyrki Järvilehto   | Sauber-Ilmor          | 56    | Accident                           | 12     |        |
| Abd. | 23 | Jean-Marc Gounon   | Minardi-Ford          | 34    | Sortie de piste                    | 22     |        |
| Abd. | 11 | Mika Häkkinen      | McLaren-Ford          | 28    | Freins                             | 5      |        |
| Abd. | 5  | Michael Schumacher | Benetton-Ford         | 19    | Moteur                             | 4      |        |
| Abd. | 3  | Ukyo Katayama      | Tyrrell-Yamaha        | 11    | Accident                           | 18     |        |
| Abd. | 15 | Eddie Irvine       | Jordan-Hart           | 10    | Accident                           | 19     |        |
| Abd. | 12 | Johnny Herbert     | Lotus-Ford            | 9     | Suspension                         | 20     |        |
| Abd. | 24 | Pierluigi Martini  | Minardi-Ford          | 5     | Boîte de vitesses                  | 16     |        |
| Abd. | 11 | Pedro Lamy         | Lotus-Ford            | 0     | Accident                           | 23     |        |

## Pole position et record du tour
- Pole position :  Ayrton Senna (McLaren-Ford) en 1 min 13 s 371 (vitesse moyenne : 185,468 km/h)[1].
- Meilleur tour en course :  Damon Hill (Williams-Renault) en 1 min 15 s 381 (vitesse moyenne : 180,523 km/h)[2].

## Tours en tête
- Ayrton Senna (McLaren-Ford) : 74 tours (1-23 / 29-79) ;
- Alain Prost (Williams-Renault) : 5 tours (24-28)[3].

## Statistiques
- 41e et dernière victoire en Grand Prix d'Ayrton Senna.
- 614e et derniers points en Grand Prix pour Ayrton Senna.
- 199e et dernier Grand Prix du quadruple champion du monde Alain Prost.
- 256e et dernier Grand Prix de Riccardo Patrese. Il établit le record de départs en Grand Prix qui ne sera battu que par Rubens Barrichello en 2008.
- 146e et dernier Grand Prix également pour Derek Warwick.
- 2e et dernier Grand Prix également pour Toshio Suzuki.
- Dernier Grand Prix de l'écurie Footwork Racing qui redevient Arrows.